# Гопник Хаскель Мойсейович

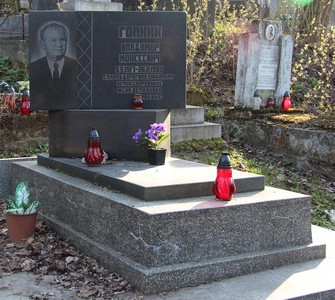
Надгробок на могилі В. Гопника.

Хаскель (Володимир) Мойсейович Гопник (1917, Житомир — 1989, Львів) — радянський військовий діяч, штурман 948-го штурмового авіаційного полку 308-ї штурмової авіаційної дивізії 3-го штурмового авіаційного корпусу 2-ї повітряної армії 1-го Українського фронту. Герой Радянського Союзу (1945), полковник у відставці.

## Біографія
Народився 5 травня 1917 року в Житомирі в родині службовця. Єврей.
Освіта середня. У Радянській Армії з 1937 року. У 1940 році закінчив Чугуївське військове авіаційне училище. Член ВКП(б)/КПРС з 1943 року.
У боях Другої світової війни був штурманом 948-го штурмового авіаційного полку 308-ї штурмової авіаційної дивізії 3-го штурмового авіаційного корпусу 2-ї повітряної армії з березня 1943 року. До квітня 1945 року здійснив 122 бойових вильотів на знищення живої сили і бойової техніки противника, в повітряних боях збив 5 ворожих літаків. Звання Героя Радянського Союзу присвоєно 27 червня 1945 року. Золота Зірка № 8035.
У 1947 закінчив вищу авіаційну школу штурманів в Краснодарі. З 1960 — полковник у запасі.
Жив у місті Львові, працював директором кінотеатру. Тут змінив своє ім'я на Володимир.
Помер 26 листопада 1989 року, похований у Львові на Личаківському цвинтарі (поле 60а).

## Нагороди та звання
- Звання Герой Радянського Союзу. Указ Президії Верховної Ради СРСР від 27 червня 1945 року:
  - Орден Леніна,
  - Медаль «Золота Зірка» № 8035.
- Орден Червоного Прапора. Наказ Військової ради 15 повітряної армії № 81/н від 7 листопада 1943 року.
- Орден Червоного Прапора. Наказ Військової ради 3 повітряної армії № 387 від 30 вересня 1944 року.
- Орден Олександра Невського. Наказ Військової ради 1 повітряної армії № 49/н від 8 серпня 1944 року.
- Орден Вітчизняної війни I ступеня. Указ Президії Верховної Ради СРСР від 11 березня 1985 року.
- Орден Червоної Зірки. Наказ командира 308 штурмової авіаційної дивізії № 8/н від 11 серпня 1943 року.
- Орден Червоної Зірки.
- Медаль «За перемогу над Німеччиною у Великій Вітчизняній війні 1941—1945 рр». Указ Президії Верховної Ради СРСР від 9 травня 1945 року.
- Медалі СРСР.